# Aloha (Oregon)
Aloha ist ein census-designated place im Washington County im Bundesstaat Oregon in den Vereinigten Staaten. Der Ort liegt im Großraum von Portland und hatte bei der Volkszählung 2020 53.828 Einwohner.

## Geographie
Nach dem United States Census Bureau hat Aloha eine Gesamtfläche von knapp über 19 km², wovon keine Fläche auf Wasser entfällt. Es liegt westlich von Portland, umgeben von weiteren Städten und Orten mit vorstädtischem Charakter. Im Osten liegt der Willamette River mit Portland und im Nordosten fließt der Columbia River. Direkt östlich an das Gebiet von Aloha schließt sich die Stadt Beaverton und im Nordwesten Hillsboro an.
Durch den Ort verläuft die Oregon State Route 8 und 10.

## Demographie
Bei der Volkszählung 2010 wurden 49.425 Einwohner in 18.628 Haushalten gezählt. Jeder Haushalt hatte dabei ein durchschnittliches Einkommen von 71.076 US-Dollar. Von der gesamten Bevölkerung hatten 88,4 % einen Highschool- oder einen höheren Schulabschluss, 13,8 % lebten unter der Armutsgrenze. Das Durchschnittsalter betrug 34,2 Jahre.

## Persönlichkeiten
- Parkin Harape (* 2001), thailändisch-US-amerikanischer Fußballspieler